# بلدة بروكفيلد (ويسكونسن)
بروكفيلد (بالإنجليزية: Brookfield (town), Wisconsin)‏ هي بلدة تقع بولاية ويسكونسن في الولايات المتحدة. تبلغ مساحتها 14.3 (كم²)، وترتفع عن سطح البحر 250 م، بلغ عدد سكانها 6390 نسمة في عام 2000 حسب إحصاء مكتب تعداد الولايات المتحدة وتصل الكثافة السكانية فيها 448 نسمة/كم2.

## وصلات خارجية
- The US50 - Cities and Towns in Wisconsin State
- Wisconsin Cities and Towns, Facts, Map, Flag, Colleges, Government, and More